# Maira kollari
Maira kollari är en tvåvingeart som först beskrevs av Carl Ludwig Doleschall 1857.  Maira kollari ingår i släktet Maira och familjen rovflugor. Inga underarter finns listade i Catalogue of Life.